# カール・スンドマン

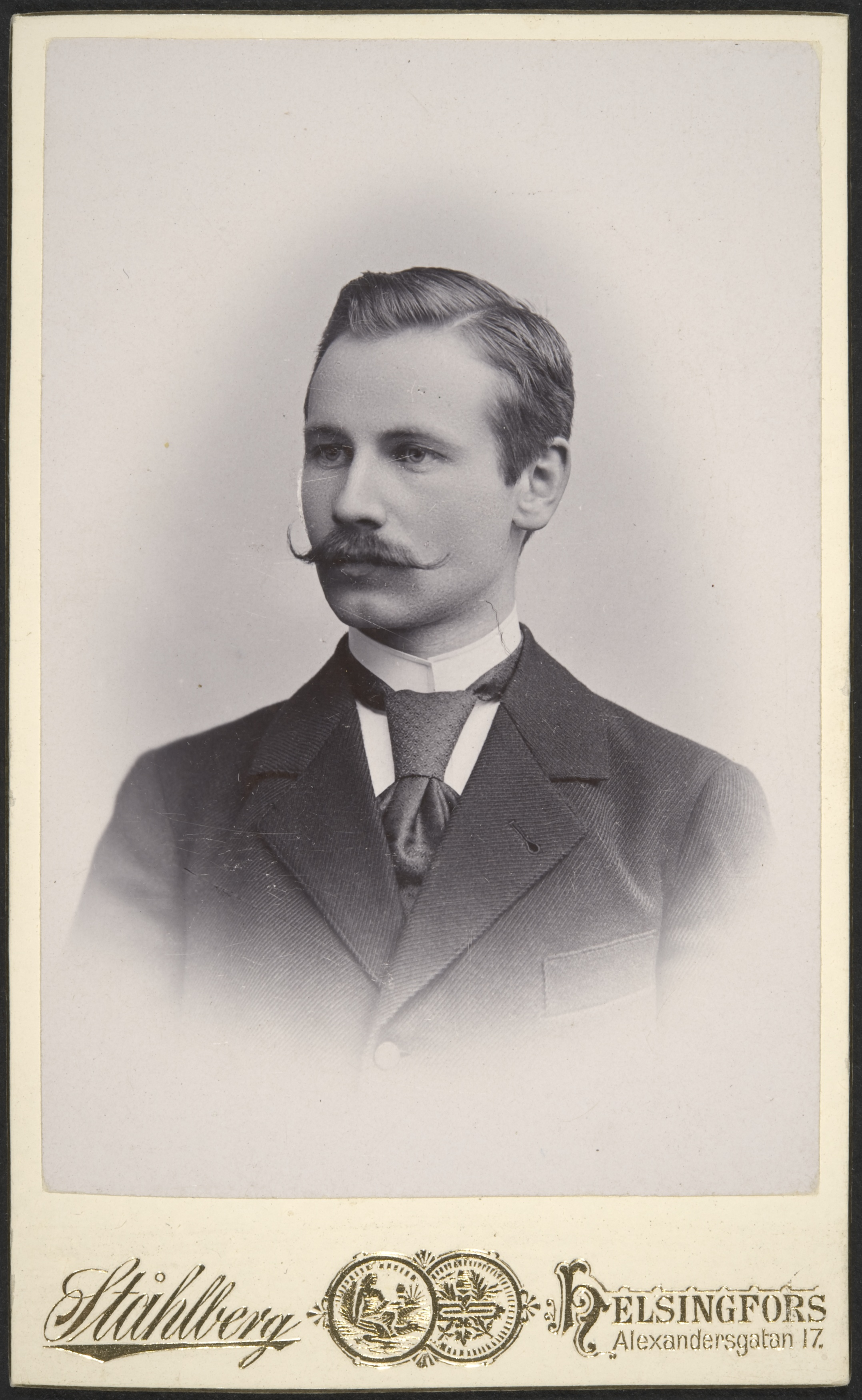
カール・スンドマン

カール・スンドマン（Karl Frithiof Sundman 、1873年 - 1949年）は、フィンランドの数学者・天文学者。
1907年から1918年までヘルシンキ大学の教授、1918年から1941年までヘルシンキ大学天文台の台長を務めた。
天体力学の分野では級数を用いてそれまで解析できないと考えられていた三体問題の解法を、限定的な条件で求めた。これらの仕事で1913年、フランス科学アカデミーからポントクラン賞(Pontécoulant prize)を受賞した。
月のクレーター・スンドマン (クレーター)や小惑星(1424)スンドマニア (小惑星)(Sundmania)はスンドマンに因んで命名された。